# فرنسا في الألعاب الأولمبية الصيفية 2004
شاركت فرنسا في دورة الألعاب الأولمبية الصيفية 2004 في أثينا، اليونان، في الفترة من 13إلى 29 أغسطس 2004 . وقد أرسلت اللجنة الأولمبية الفرنسية ما مجموعه 308 رياضيا للألعاب، 195 رجال و 113 نساء، للمشاركة في 25 رياضة.